# Weißer Hirsch (Frankfurt am Main)

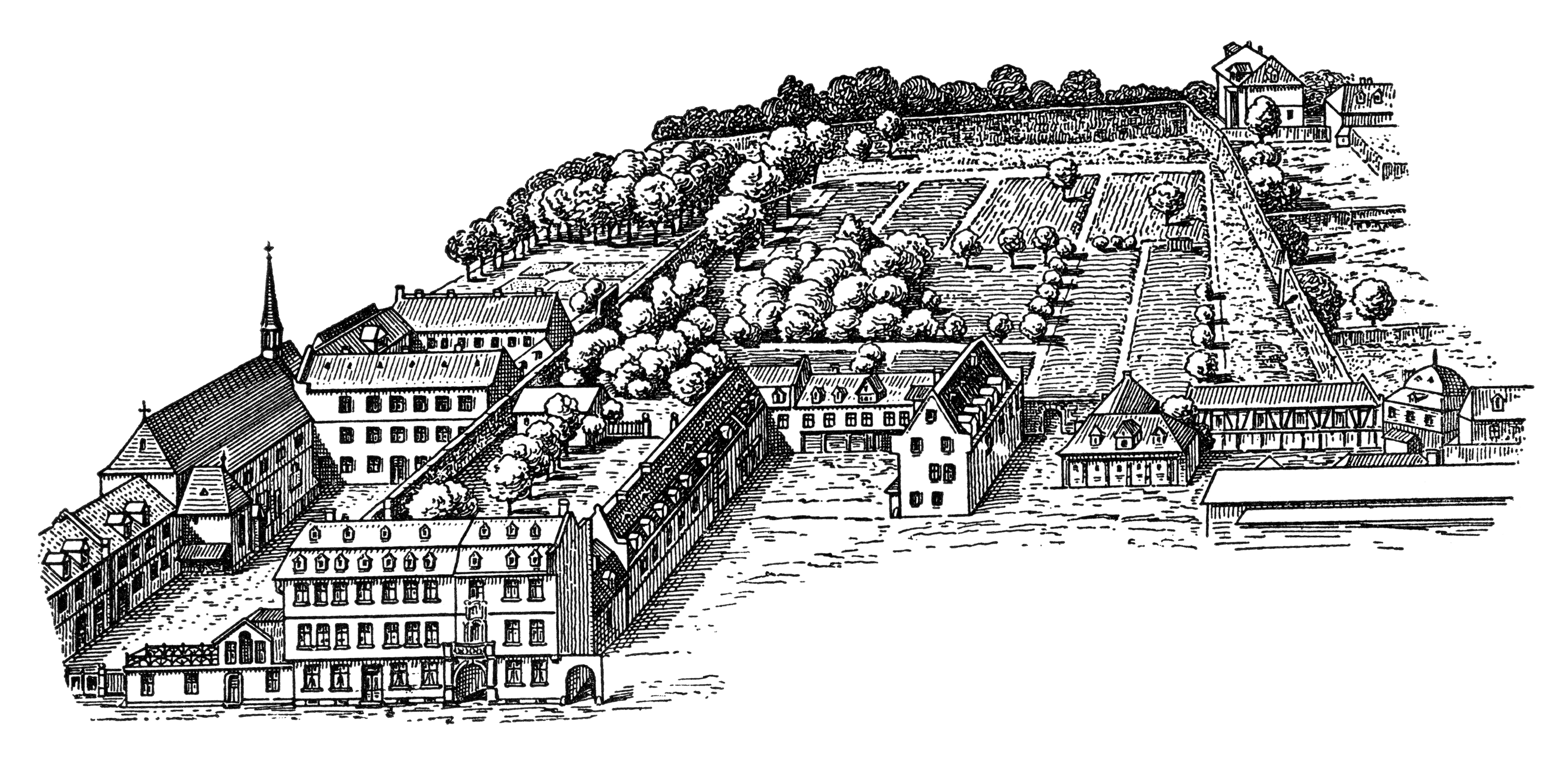
Der Weiße Hirsch und sein ausgedehnter Garten aus der Vogelschau nach Westen, 1872
(Zeichnung von Carl Theodor Reiffenstein)

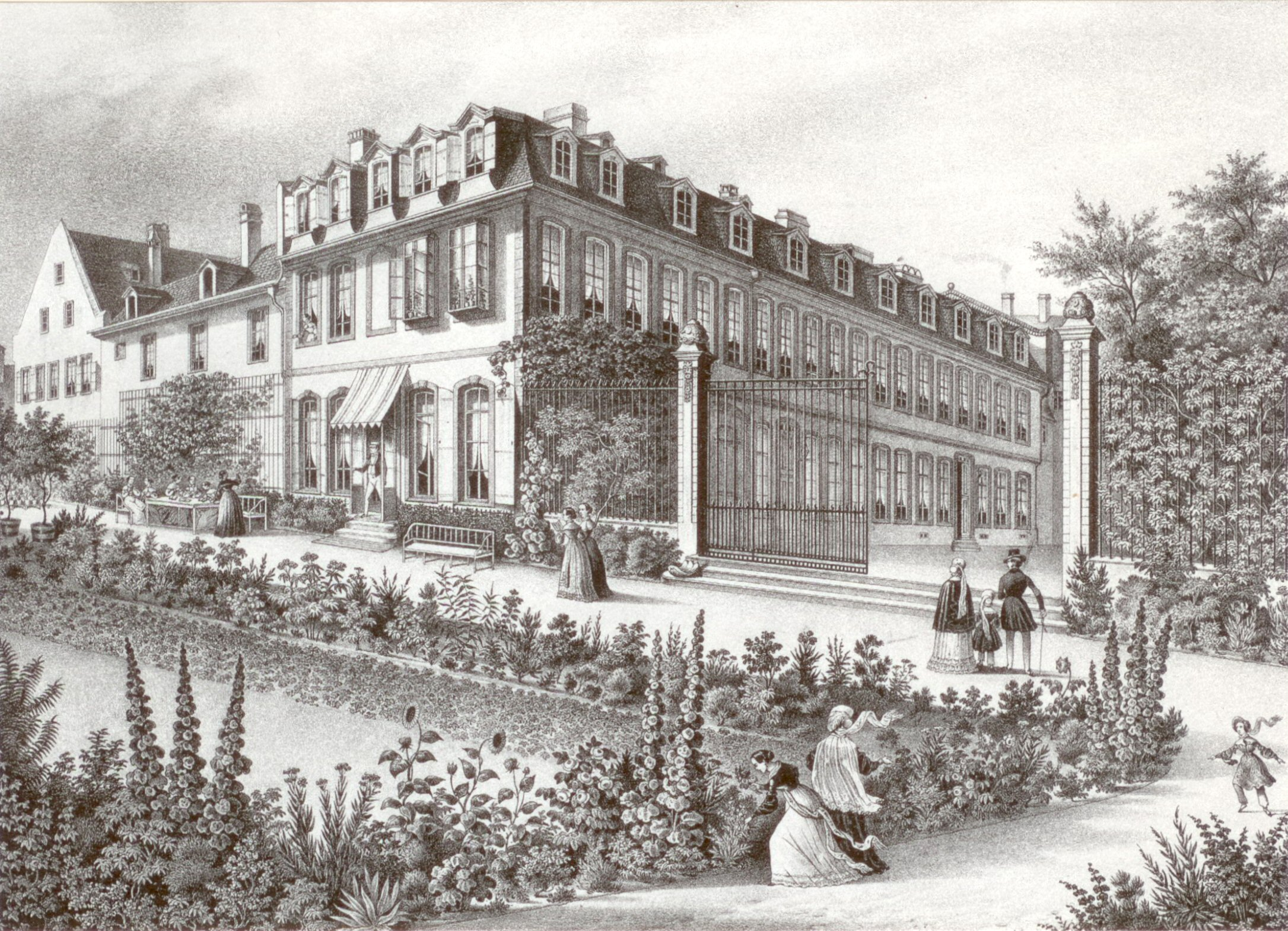
Gebäude an der Gartenseite des Weißen Hirschs, um 1840
(Lithografie von J. Fay)

Der Weiße Hirsch war eines der größten und architektonisch bedeutendsten Anwesen in der historischen Altstadt von Frankfurt am Main. Das Hauptgebäude lag am Großen Hirschgraben Nr. 3 nördlich des Weißfrauenklosters. Der großzügige Garten erstreckte sich über das gesamte Gebiet zwischen Großem Hirschgraben im Osten, der Stadtmauer im Westen, dem Weißfrauenkloster im Süden und der Großen Gallusstraße im Norden.
Auf dem Gelände des Weißen Hirsches befand sich im Mittelalter der Stadtgraben vor der Staufenmauer. Nach der Stadterweiterung von 1333 wurde der ehemalige Graben eingefriedet und als Hirschgehege genutzt. Aus dieser Zeit stammten der Name der Straße und des Anwesens.
Um 1585 wurde die alte Staufenmauer an dieser Stelle geschleift und der Graben zugeschüttet. In der Folge entstand hier eine Reihe von Bürgerhäusern. Der Weiße Hirsch wurde 1592 erstmals als Gasthof erwähnt. Im 18. Jahrhundert wurde der Große Hirschgraben ein bevorzugtes Wohngebiet der Frankfurter Oberschicht. Hier lebten unter anderem die Familien Andreae, Bethmann-Hollweg, Böhmer, Goethe, Gwinner, Ochs von Ochsenstein und Passavant.
1753 kam der Weiße Hirsch in den Besitz der aus Grenoble zugezogenen Hugenotten-Familie Gontard. Um 1790 wurde er im klassizistischen Stil umgebaut. 1795 bis 1798 lebte zeitweilig hier der Dichter Friedrich Hölderlin als Hauslehrer der Familie Gontard. Er fasste eine tiefe Zuneigung zu Susette Gontard, die er in seinen Dichtungen – vor allem im Briefroman Hyperion – als Diotima verehrte. Zum letzten Mal traf er sich mit ihr im Jahre 1800. 
Nach Susette Gontards Tod 1802 vermietete Jakob Friedrich Gontard das Anwesen an den Bankier Hauck. Um 1834 wurde der Weiße Hirsch Sitz eines Mädchenpensionats der Pädagogin Caroline Bercht geb. Hergenhahn. 
Nach einigen weiteren Eigentumswechseln erwarb die Stadt den heruntergewirtschafteten Gebäudekomplex 1870. 1872 wurde der Weiße Hirsch abgerissen und der Garten überbaut, um einen Straßendurchbruch zu den Frankfurter Westbahnhöfen an der Taunusanlage zu ermöglichen. Auf dem Gelände entstanden 1872 bis 1876 das Hotel Frankfurter Hof, der Kaiserplatz und die Kirchnerstraße. Hier befindet sich heute der Commerzbank Tower.